# Monocentrus komassae
Monocentrus komassae är en insektsart som beskrevs av Boulard 1971. Monocentrus komassae ingår i släktet Monocentrus och familjen hornstritar. Inga underarter finns listade i Catalogue of Life.